# Obiteljsko pravo
Obiteljsko pravo je skup pravnih pravila i načela kojima se uređuju obiteljski odnosi, tj. osobnopravni i imovinskopravni odnosi članova obitelji te članova obitelji prema trećim osobama. Prije svega, normama obiteljskog prava uređuje se brak i bračni odnosi, te odnosi između roditelja i djece. Obitelj kao temeljni oblik ljudske zajednice u središtu je proučavanja obiteljskopravne znanosti. Predmet obiteljskoga prava jest pravno uređenje društvenih odnosa koji su po svojoj naravi intimni i obiteljski.

## Pravna priroda
Tradicionalno, obiteljsko pravo smatralo s dijelom građanskog prava, što je danas vidljivo u građanskim zakonicima pojedinih zemalja (kao npr. u Austriji, Njemačkoj, Italiji), koji sadrže i norme obiteljskog prava.
U modernoj pravnoj znanosti, zastupa se učenje o obiteljskom pravu kao samostalnoj grani prava, čije su norme izdvojene u zasebnu cjelinu i čine samostalan dio pravnog sustava. Norme mogu biti sadržane u cjelovitom obiteljskom zakonu (kao npr. u Hrvatskoj) ili u nekoliko odvojenih zakona (npr. Švedska, Engleska).
Pravno uređenje obiteljskih odnosa te obiteljsko zakonodavstvo predmet su istraživanja obiteljskopravne znanosti, kao jedne od grana pravne znanosti.

## Obiteljski odnosi
Obiteljski odnosi, koje uređuju pravna pravila obiteljskog prava, su posebni društveni odnosi koji u svakom društvu, odnosno pravnom sustavu, zbog svoje važnosti uživaju posebnu pravnu zaštitu. Važnost tih odnosa je u tome što se u njima rađa i podiže potomstvo, osigurava opstanak pojedinaca, a time i društvene zajednice, odnosno što se putem njih zadovoljavaju biološke, osjećajne i druge intimne ljudske potrebe.
Pravnim propisima određni su subjekti obiteljskopravnih odnosa, pretpostavke za njihov nastanak, pravni učinci koje proizvode, kao i pretpostavke te učinci prestanka tih odnosa.
Pravnim propisima obiteljskog prava uređuje se odnosi između:
- bračnih, izvanbračnih i istospolnih drugova,
- roditelja i djece,
- posvojitelja i posvojčadi,
- skrbnika i štićenika,
- uzdržavatelja i primatelja uzdržavanja.

Pretpostavke za nastanak pojedinog obiteljskog odnosa su specifične činjenice ili okolnosti, kao npr. rođenje djeteta, srodstvo, sklapanje braka, itd.
Pravno uređeni obiteljski odnosi proizvode određene pravne učinke, odnosno, za subjekte tih odnosa stvaraju se određena prava i dužnosti. Dvije su osnovne kategorije učinaka: osobnopravni te imovinskopravni učinci. U obiteljskom pravu težište je na osobnopravnim učincima pojedine vrste obiteljskih odnosa, međutim imovinskopravnim propisima obiteljskog prava uređuje se imovinski odnosi među subjektima obiteljski odnosa (to se prije svega odnosi na bračnu stečevinu bračnih drugova, ali i na odnose između roditelja i djece, i dr.).  
Prestanak obiteljskog odnosa može biti uvjetovan bilo nekom činjenicom ili okolnošću što dovodi do raskida tog odnosa (npr. braka, skrbništva), bilo prirodim događajem (kao što je smrt). Prestanak obiteljskog odnosa također proizvodi određene osobnopravne posljedice (kao npr. pitanje prezimena rastavljenog bračnog druga), ali i imovinskopravne posljedice (npr. podjela zajedničke imovine).

## Značajke i načela obiteljskog prava
Pravna pravila obiteljskog prava su ius cogens, odnosno stroga pravla, a volja pojedinca svedena je na minimum. To se opravdava činjenicom da su u svakoj društvenoj zajednici obiteljski odnosi važni. Obiteljsko pravo je formalizirano pravo, a po svojoj je naravi ono statusno pravo. 
Uređenje obiteljskih odnosa temelji se na načelima:
- ravnopravnosti žene i muškarca te uzajamnog poštovanja i pomaganja svih članova obitelji,
- zaštite dobrobiti i prava djeteta, te odgovornosti obaju roditelja za podizanje i odgoj djeteta,
- primjerene skrbničke zaštite djeteta bez roditeljske skrbi te odrasle osobe s duševnim smetnjama.

## Područja koja uređuje

### Brak
Brak je zakonom uređena životna zajednica žene i muškarca. Bračnim pravom uređuje se:
- sklapanje braka,
- osobna prava i dužnosti bračnih drugova,
- pretpostavke za sklapanje braka,
- prestanak braka (smrt bračnog druga, proglašenjem nestalog bračnog druga umrlim, poništaj ili razvod),
- imovinski odnosi bračnih drugova.

### Izvanbračna zajednica žene i muškarca
Po hrvatskom pravu, izvanbračna zajednica žene i muškarca je zajednica života žene i muškarca koja traje najmanje tri godine ili kraće ako je u njoj rođeno dijete.

### Životno partnerstvo
Životno partnerstvo osoba istoga spola je zajednica obiteljskog života dviju osoba istoga spola koja je sklopljena pred nadležnim tijelom (matičarom) u skladu s odredbama Zakona o životnom partnerstvu osoba istoga spola. Zakon o životnom partnerstvu osoba istog spola (ZŽP) uređuje i neformalno životno partnerstvo koje je u čl. 3. definirano kao zajednica obiteljskog života dviju osoba istoga spola, koje nisu sklopile životno partnerstvo pred nadležnim tijelom, ako zajednica traje najmanje tri godine i od početka je udovoljavala pretpostavkama propisanim za valjanost životnog partnerstva. U pogledu dokazivanja neformalnog životnog partnerstva ZŽP propisuje kako se utvrđuje na isti način kao i izvanbračna zajednica. U svezi s pretpostavkama za sklapanje životnoga partnerstva, ZŽP propisuje u čl. 7. da osobe moraju biti istoga spola, da su izjavile pristanak za sklapanje životnog partnerstva te da je životno partnerstvo sklopljeno pred matičarom. U slučaju da u vrijeme sklapanja životnog partnerstva koja od pretpostavki nije ispunjena, životno partnerstvo nije sklopljeno. ZŽP propisuje također i pretpostavke za valjanost životnog partnerstva, a to su da osobe moraju imati navršenih osamnaest godina života (čl. 8.), da osoba nije nesposobna za rasuđivanje (čl. 9), da osobe koje namjeravaju sklopiti životno partnerstvo nisu srodnici po krvi, odnosno tazbini do četvrtog stupnja (čl. 10.) te da osoba nije već u braku ili životnom partnerstvu (čl. 11.). 

### Odnos roditelja i djece
Dijete ima određena prava i dužnosti. Roditeljsku skrb čine odgovornosti, dužnosti i prava roditelja, s ciljem zaštite dobrobiti djeteta, osobnih i imovinskih interesa.
Zakonom su propisane mjere za zaštitu prava i dobrobiti djeteta, ali i pretpostavke za prestanak roditeljske skrbi.

### Utvrđivanje i osporavanje majčinstva i očinstva
Djetetova majka jest žena koja ga je rodila. Zakonska formulacija (i gramatičko tumačenje) govori u prilog tvrdnji o neoborivoj predmnjevi (praesumtio iuris et de iure), no s obzirom na odredbe o iznimnoj mogućnosti osporavanja majčinstva ženi koja je rodila dijete začeto jajnom stanicom druge žene (čl. 86 Obiteljskoga Zakona), ipak se radi o oborivoj predmnjevi (praesumtio iuris). Posebnu problematiku načela koji primjenjuje hrvatsko obitljeljsko pravo, kao i većina obiteljskopravnih sustava, mater in iure semper certa est, predstavlja zamjensko majčinstvo (surogat majčinstvo) koje je temeljem čl. 31. Zakona o medicinski pomognutoj oplodnji u Republici Hrvatskoj zabranjeno.
Djetetovim ocem smatra se majčin muž ako je dijete rođeno za vrijeme trajanja braka ili tijekom tristo dana od prestanka braka. 
Ako se na taj način ne može odrediti majčinstvo ili očinstvo, utvrđuje se priznanjem roditelja ili sudskom odlukom.
Dijete može osporavati majčinstvo, odnosno očinstvo osobi koja je upisana u maticu rođenih kao njegov roditelj. Pod određenim zakonskim pretpostavkama, to može učiniti i žena koja je upisana kao majka, odnosno muškarac kao otac.

### Posvojenje
Posvojenje je poseban oblik obiteljsko-pravnog zbrinjavanja i zaštite djece bez odgovarajuće roditeljske skrbi koji posvojiteljima omogućuje roditeljstvo. Posvojenje je kao faktični institut postojao i u vrijeme koje prethodi nastanku države i prava, a samo podrijetlo instituta posvojenja djelomično je religijskoga karaktera jer se u davna vremena vjerovalo kako će onaj koji premine, a ne ostavi potomstvo koje će mu odavati pogrebne počasti, biti osuđen na vječnu usamljenost.

### Skrbništvo
Skrbništvo je oblik zaštite djeteta bez roditeljske skrbi, osobe lišene poslovne sposobnosti i osobe koja nije iz drugih razloga u mogućnosti štititi svoja prava i interese. Djetetu štićeniku skrbništvom se nadomješta roditeljska skrb, dok se punoljetnom štićeniku lišenom poslovne sposobnosti skrbništvom se osigurava zaštita onih prava i interesa koji su mu odlukom suda o lišenju poslovne sposobnosti ograničeni. Obiteljski zakon u čl. 220. propisuje kako je dostojanstvo štićenika nepovredivo te da štićenik ima pravo na zaštitu od bilo kojeg oblika zlostavljanja i ponižavajućeg postupanja, dok sama skrbnička zaštita mora biti primjerena, individualizirana te u skladu s dobrobiti štićenika (čl. 221.). Poslove skrbništva, temeljem odredbe čl. 222. Obiteljskoga zakona obavljaju centar za socijalnu skrb, skrbnik i posebni skrbnik sukladno Obiteljskom zakonu. Samo skrbništvo prestaje smrću štićenika ili prestankom okolnosti zbog kojih je osoba pod skrbništvom.

#### Skrbništvo za djecu
Pod skrbništvo će se staviti dijete čiji su roditelji umrli, nestali, nepoznati ili su najmanje mjesec dana nepoznatog boravišta, lišeni prava na roditeljsku skrb, lišeni poslovne sposobnosti u dijelu koji ih onemogućava u ostvarivanju roditeljske skrbi, maloljetni, a nisu stekli poslovnu sposobnost sklapanjem braka, odsutni ili spriječeni i nisu u mogućnosti brinuti se o svojem djetetu, a ostvarivanje roditeljske skrbi nisu povjerili osobi koja ispunjava uvjete za skrbnika ili dali pristanak za posvojenje djeteta.
Rješenje o stavljanju pod skrbništvo i imenovanje skrbnika djetetu donosi centar za socijalnu skrb, a dužan je pribaviti mišljenje djeteta koje je sposobno shvatiti značenje skrbništva o osobi skrbnika, te uzeti u obzir želje djeteta o izboru osobe skrbnika, osim ako su u suprotnosti s njegovom dobrobiti.
Skrbnik djeteta dužan je savjesno se brinuti o osobnim i imovinskim pravima i obvezama djeteta, a osobito o njegovu zdravlju, odgoju i obrazovanju.

#### Skrbništvo za punoljetne osobe
Pod pojmom skrbništva za punoljetne osobe u smislu Obiteljskoga zakona podrazumijeva se skrbništvo nad punoljetnom osobom lišenom poslovne sposobnosti ili djetetom koje je poslovnu sposobnost steklo sklapanjem braka, a koje je rješenjem suda lišeno poslovne sposobnosti.

### Uzdržavanje
Uzdržavanje je dužnost i pravo roditelja i djece, bračnih i izvanbračnih drugova, očuha (maćehe) i pastorka, te dužnost bake i djeda u odnosu na unuke (srodnika u ravnoj lozi).

## Stručnjaci
U Hrvatskoj su se temom obiteljskog prava bavili Ana Bakarić-Abramović i ini.